# Kyrill
Kyrill bzw. Cyril ist ein männlicher Vorname griechischen Ursprungs.

## Herkunft und Bedeutung
Der Name Kyrill geht auf den altgriechischen Namen κύριλλος Kýrillos zurück, was wiederum von κύριος kýrios „Herr“ abgeleitet wird, und bedeutet vermutlich „herrschaftlich“.

## Verbreitung
κύριλλος Kýrillos war der Name mehrerer Heiliger und Theologen aus der Zeit der Alten Kirche.

### Kyrill
Der Name Kyrill ist in erster Linie in slawischen Ländern wie Russland und Bulgarien verbreitet, wo er sehr häufig vorkommt.
In Österreich wurde der Name seit 1984 nie häufiger als fünfmal im Jahr vergeben. Im Jahr 2020 wurde Kyrill kein einziges Mal als Vorname gewählt.

### Cyril
In Frankreich war der Name Cyril vor allem in den 1970er und 1980er Jahren beliebt. Von 1968 bis 1998 gehörte er zu den 100 beliebtesten Jungennamen. Heute wird der Name nur noch sehr selten vergeben.
In England und Wales zählte Cyril zu Beginn des 20. Jahrhunderts bis in die 1940er Jahre hinein zu den 100 beliebtesten Jungennamen.

### Kirill
Kirill ist vor allem in Belarus, Russland, der Ukraine und Moldau verbreitet. In Moskau zählt er nach wie vor zu den meistvergebenen Jungennamen.

## Varianten

### Männliche Varianten
- Bulgarisch: Кирил Kiril
- Englisch: Cyril
  - Diminutiv: Cy
- Französisch: Cyril, Cyrille
- Griechisch: κύριλλος Kýrillos
- Italienisch: Cirillo
- Kirchenslawisch: Кѷрилъ Kyrilu
- Lettisch: Kirilis
- Mazedonisch: Кирил Kiril
  - Diminutiv: Киро Kiro, Кире Kire
- Polnisch: Cyryl
- Portugiesisch: Cirilo
- Russisch: Кирилл Kirill
- Slowakisch: Cyril
- Slowenisch: Ciril
- Spanisch: Cirilo
- Tschechisch: Cyril
- Ukrainisch: Кирило Kyrylo

### Weibliche Varianten
- Englisch: Cyrilla
- Französisch: Cyrille
- Slowenisch: Cirila

## Namensträger

### Geistliche und Herrscher (alle Varianten)
Alle Varianten in diverser Umschrift, nach Geburts-(oder Sterbe-)datum:
- Kyrillos I. (Antiochia) († 299), Bischof von Antiochia
- Cyrill von Gortyna († 3. Jh.), Bischof von Gortyna
- Kyrill von Jerusalem (313–386), Kirchenvater der Orthodoxie und Kirchenlehrer
- Kyrill von Alexandria († 444), Patriarch von Alexandria, Heiliger, Kirchenvater und Kirchenlehrer
- Cyrillus von Trier, seit Anfang der zweiten Hälfte des 5. Jahrhunderts Bischof von Trier
- Kyrillos von Skythopolis (~524–~558), Hagiograph
- Kyrill von Saloniki (auch Konstantin-Kyrill; † 869), Slawenapostel, Namensgeber und vermeintlicher Erfinder des kyrillischen Alphabets
- Kyrill I. (Kiew), wahrscheinlich Metropolit von Kiew (1050)
- Kyrill von Turau (belarussisch Кіры́ла Ту́раўскі, Kiryla Turauski; ~1130–~1182), Bischof der Orthodoxen Kirche
- Kyrill von Konstantinopel (1138–1234), Karmelit
- Kyrill Terlecki (um 1540–1607), orthodoxer und unierter Bischof in Polen-Litauen, Mitinitiator der Union von Brest
- Kyrillos Loukaris (1572–1638), griechischer Theologe und als Kyrillos I. Patriarch von Konstantinopel
- Kyrillos VI. Tanas (1680–1760), Patriarch der Melkitischen Griechisch-Katholischen Kirche*
- Kyrillos II. (1792–1877), von 1845 bis 1872 griechisch-orthodoxer Patriarch von Jerusalem
- Kirellos IV. von Alexandria (1816–1861), Patriarch von Alexandrien und Patriarch des Stuhles vom Heiligen Markus (Koptische Kirche)
- Kirellos V. (1831–1927), Patriarch von Alexandrien und Patriarch des Stuhles vom Heiligen Markus (Koptische Kirche)
- Kyrillos IX. Moghabghab, (1855–1947), 1925–1947 Patriarch von Antiochia der Melkitischen Griechisch-Katholischen Kirche
- Kyrill von Bulgarien (1895–1945), bulgarischer Prinzregent
- Kirellos VI. (Geburtsname: Azar Yussef Atta; 1902–1971), Patriarch von Alexandrien und Patriarch des Stuhles vom Heiligen Markus (Koptische Kirche)
- Kyrill von Pittsburgh (Ilia Manchov Yonchev; 1920–2007), bulgarischer Erzbischof
- Kyrill I. (* 1946), Patriarch von Moskau und Oberhaupt der Russisch-Orthodoxen Kirche
- Kyrillos Kamal William Samaan (1946–2023), koptisch-katholischer Bischof von Assiut
- Kiril (Patriarch) (bürgerlich  Konstantin Markow Konstantinow, 1901–1971), Metropolit von Sofia und Plowdiv, Patriarch von Bulgarien
- Kiril (Metropolit) (bürgerlich Bogomil Petrow Kowatschew; 1954–2013), Metropolit von Warna und Weliki Preslaw

### Kirill/Kyrill
- Kirill Alexejewitsch Alexejenko (* 1997), russischer Schachspieler
- Kirill Andrejewitsch Baranow (* 1989), russischer Radrennfahrer
- Kirill Maximowitsch Djakow (* 1993), russischer Eishockeyspieler
- Kirill Gerassimenko (* 1996), kasachischer Tischtennisspieler
- Kirill Gerstein (* 1979), russisch-US-amerikanischer Pianist
- Kirill Good (* 1996), belarussischer Musiker, Fernsehdarsteller und -moderator
- Kirill Olegowitsch Iwanow (* 1960), sowjetischer Sportschütze
- Kirill Leonidowitsch Jemeljanow (* 1991), russischer Schauspieler
- Kirill Sergejewitsch Kabanow (* 1992), russischer Eishockeyspieler
- Kirill Olegowitsch Kaprisow (* 1997), russischer Eishockeyspieler
- Kirill Jurjewitsch Lawrow (1925–2007), russischer Schauspieler
- Kirill Felixowitsch Medwedew (* 1975), russischer Dichter, Essayist, Übersetzer und politischer Aktivist
- Kirill Afanassjewitsch Merezkow (1897–1968), russischer Heerführer
- Kirill Wsewolodowitsch Nemoljajew (* 1969), russischer Tänzer, Schauspieler, Moderator, Sänger und Musikproduzent
- Kirill Garrijewitsch Petrenko (* 1972), russischer Dirigent
- Kirill Alfredowitsch Pirogow (* 1973), russischer Schauspieler
- Kirill Wladimirowitsch Pletnjow (* 1979), russischer Schauspieler
- Kirill Gennadjewitsch Prigoda (* 1995), russischer Schwimmer
- Kirill Raudsepp (1915–2006), estnischer Dirigent
- Kyrill Wladimirowitsch Romanow (1876–1938), russischer Großfürst
- Kirill Anatoljewitsch Saika (* 1992), russischer Fußballspieler
- Kirill Sakskoburggotski (* 1964), bulgarischer Wirtschaftsberater, siehe Kiril Sakskoburggotski
- Kirill Nikolajewitsch Schamalow (* 1982), russischer Unternehmer
- Kirill Semjonowitsch Serebrennikow (* 1969), russischer Regisseur
- Kirill Shevchenko (* 2002), ukrainisch-rumänischer Schachspieler
- Kirill Troussov (* 1982), deutscher Geiger und Violinpädagoge

### Cyril
- Cyril Barrett (1925–2003), irischer Jesuit, Philosoph und Kunstkritiker
- Cyril Bartoň-Dobenín (1863–1953) tschechischer Textilunternehmer und Mäzen
- Cyril Bessy (* 1986), französischer Radrennfahrer
- Cyril Briggs (1888–1966), Schriftsteller und politischer Aktivist
- Cyril Burt (1883–1971), britischer Psychologe
- Cyril Champange (* 1975), französischer Skibergsteiger
- Cyril Collard (1957–1993), französischer Drehbuchautor, Regisseur, Schauspieler, Schriftsteller und Musiker
- Cyril Cusack (1910–1993), südafrikanisch-irischer Schauspieler
- Cyril Davies (1932–1964), britischer Bluesmusiker
- Cyril Despres (* 1974), französischer Endurorennfahrer
- Cyril Dessel (* 1974), französischer Radrennfahrer
- Cyril Domb (1920–2012), britischer Physiker
- Cyril Domoraud (* 1971), ivorischer Fußballspieler
- Cyril Dumoulin (* 1984), französischer Handballtorwart
- Cyril Frankel (1921–2017), britischer Film- und Fernsehregisseur
- Cyril Gautier (* 1987), französischer Radrennfahrer
- Cyril A. Grob (1917–2003), Schweizer Chemiker und Hochschullehrer
- Cyril Hare (1900–1958), britischer Richter und Schriftsteller
- Cyril Norman Hinshelwood (1897–1967), britischer Chemiker
- Cyril Holtz (* 1968), französischer Toningenieur
- Cyril Horn (1904–1987), britischer Eisschnellläufer
- Cyril V. Jackson (1903–1988), südafrikanischer Astronom
- Cyril Knowles (1944–1991), britischer Fußballspieler und -trainer
- Cyril Kola (* 1927), deutscher Dramaturg, Novellist, Kritiker und Übersetzer
- Cyril M. Kornbluth (1923–1958), US-amerikanischer Schriftsteller
- Cyril Lemoine (* 1983), französischer Radrennfahrer
- Cyril Baselios Malancharuvil (1935–2007), Großerzbischof von Thiruvananthapuram
- Cyril Mango (1928–2021), britischer Byzantinist
- Cyril Martin (1918–1983), englischer Fußballspieler
- Cyril J. Mockridge (1896–1979), britisch-US-amerikanischer Filmmusikkomponist
- Cyril Mugnier (* 1983), französischer Fußballschiedsrichterassistent
- Cyril Musil (1907–1977), tschechoslowakischer Skilangläufer
- Cyril Neveu (* 1956), französischer Motorradrennfahrer
- Cyril Northcote Parkinson (1909–1993), britischer Historiker, Soziologe und Publizist
- Cyril Peacock (1928–1992), britischer Radsportler
- Cyril Raffaelli (* 1974), französischer Traceur, Kampfkünstler, Stuntman und Schauspieler
- Cyril Ramaphosa (* 1952), südafrikanischer Politiker (ANC), Präsident ab 2018
- Cyril Riley, australischer DJ und Musikproduzent
- Cyril Ring (1892–1967), US-amerikanischer Schauspieler
- Cyril Rool (* 1975), französischer Fußballspieler
- Cyril Rootham (1875–1938), britischer Komponist
- Cyril Scott (1879–1970), britischer Komponist, Pianist und Schriftsteller
- Cyril Snipe (1887–1944), britischer Automobilrennfahrer
- Cyril Suk (* 1967), tschechischer Tennisspieler
- Cyril Svoboda (* 1956), tschechischer Politiker
- Cyril Tuschi (* 1969), deutscher Filmregisseur
- Cyril Vasiľ (* 1965), slowakischer Kurienerzbischof
- Cyril de Vère (1881–1964), französischer Automobilrennfahrer
- Cyril Weidenborner (1895–1983), US-amerikanischer Eishockeyspieler

### Cyrill
- Cyrill Berndt (* 1965), deutscher Schauspieler und Komiker
- Cyrill Hunziker (* 1992), Schweizer Freestyle-Skier
- Cyrill Kistler (1848–1907), deutscher Komponist, Musiktheoretiker, Musikpädagoge und Verleger
- Cyrill von Korvin-Krasinski (1905–1992), deutscher Theologe und Religionswissenschaftler
- Cyrill Lachauer (* 1979), deutscher bildender Künstler, Fotograf und Filmemacher
- Cyrill Matter (* 1990), Schweizer Fotograf und Filmemacher
- Cyrill Schreiber (* 1983), Schweizer Faustballspieler

### Cirilo/Cirillo/Cyrillo
- Cirilo de Alameda y Brea (1781–1872), spanischer Kardinal und Erzbischof
- Cirilo Almario (1931–2016), philippinischer Bischof
- Cirillo Dell’Antonio (auch Cyrillo; 1876–1971), deutsch-italienischer Holzbildhauer und Medailleur
- Cirilo Cristóvão (1966–2019), osttimoresischer Politiker
- Cirilo Flores (Politiker) (1779–1826), Politiker in der Provinz Guatemala
- Cirilo Flores (Bischof) (1948–2014), US-amerikanischer Geistlicher, Bischof von San Diego
- Cyrillo de Paula Freitas (1860–1947), brasilianischer Geistlicher, Bischof von Corumbá
- Cirilo Antonio Rivarola (1836–1879), paraguayischer Politiker
- Cirilo Roa, mexikanischer Fußballspieler
- Cirilo Saucedo (* 1982), mexikanischer Fußballspieler
- Cirilo Vila Castro (1937–2015), chilenischer Musiker
- Cirilo Villaverde (1812–1894), kubanischer Freiheitskämpfer

### Cyrillus
- Cyrillus Jarre (1878–1952), deutscher Franziskaner, Erzbischof in Tsinan
- Cyrillus Johansson (1884–1959), schwedischer Architekt
- Cyrillus Kreek (1889–1962), estnischer Komponist

### Fiktive Namensträger
- Cyril Sneer, fiktionale Figur aus der Trickfilmserie „Die Raccoons“
- Cyril Judd, Gemeinschaftspseudonym der Autoren Cyril M. Kornbluth und Judith Merril
- Kiril, Name des Papstes in dem Roman In den Schuhen des Fischers

## Weitere Namensverwendung
- Orkan Kyrill, der in Europa 2007 schwere Schäden verursachte
- Mondkrater Cyrillus
- Kirche St. Cyrill und Method, zahlreiche Kirchen und Kapellen
- Cyrillus (Unternehmen), eine französische Marke für Textil- und Dekorationsartikel
- Mount Cyril, Berg in der Ross Dependency, Antarktika
- Kyril (Schiff, 1903), ein bulgarisches Fracht- und Passagierschiff der Jahre 1906 bis 1934